# Giro delle Fiandre 1921
Il Giro delle Fiandre 1921, quinta edizione della corsa, fu disputato il 13 marzo 1921, per un percorso totale di 262 km. Fu vinto dal belga René Vermandel, al traguardo con il tempo di 9h56'00", alla media di 26,380 km/h, davanti a Jules Van Hevel e Louis Budts.
I ciclisti che partirono da Gand furono 90 mentre coloro che tagliarono il traguardo, sempre a Gand, furono 32.

## Ordine d'arrivo (Top 10)
| Pos. | Corridore            | Squadra        | Tempo              |
| ---- | -------------------- | -------------- | ------------------ |
| 1    | René Vermandel       | -              | 9h56'00"           |
| 2    | Jules Van Hevel      | Bianchi-Dunlop | s.t.               |
| 3    | Louis Budts          | -              | s.t.               |
| 4    | Albert Dejonghe      | -              | s.t.               |
| 5    | Louis Mottiat        | Alcyon-Dunlop  | s.t.               |
| 6    | John van Ruysseveldt | -              | s.t.               |
| 7    | Oscar Voet           | -              | a 8" (a 150 metri) |
| 8    | Arthur Claerhout     | -              | a 2'30"            |
| 9    | Adolphe Coppez       | -              | a 5'30"            |
| 10   | Jules Masselis       | -              | a 9'25"            |